# Mònica Antich López
Mònica Antich López (Granollers, Vallès Oriental, 31 d'agost de 1966), és una nedadora de natació sincronitzada catalana, ja retirada.
Formada al Club Natació Granollers, aconseguí els èxits més rellevants al Club Natació Kallipolis. Participà en categoria júnior en el Campionat d'Europa de Berna (1980) i en el d'Innsbruck (1982). Ja en categoria sènior prengué part en el Campionat d'Europa de Roma (1983) i el de Sofia (1985).
Va participar en els Jocs Olímpics de Los Angeles de 1984, els primers en què la sincronitzada era una disciplina homologada, en la prova de figures i duet, aquesta última acompanyada d'Anna Tarrés. En els Campionats d'Espanya d'estiu i d'hivern, entre els mateixos anys, aconseguí tres medalles d'or per equips, quatre en duets, dues en solo i dues en figures, dues medalles de plata per equips, una en duet i dues en figures, i tres medalles de bronze en solo i una en figures. En el Campionat de Catalunya guanyà la medalla d'or en duet, solo i figures (1986) i la d'or per equips (1987). Destacà en la Lliga de figures entre el 1983 i el 1987.